# Song Soon-Chun
Song Soon-Chun, född 15 januari 1934 i Seoul, död 15 oktober 2019, var en sydkoreansk boxare.
Han blev olympisk silvermedaljör i bantamvikt i boxning vid sommarspelen 1956 i Melbourne.